# Chico Sardelli
Francisco Antonio Sardelli, mais conhecido como Chico Sardelli, (Americana, 26 de junho de 1956) é um empresário no ramo têxtil e político brasileiro, atualmente prefeito de Americana e filiado ao Partido Liberal (PL).
Filho de italianos, presidiu o Rio Branco Esporte Clube entre 1989 a 1991, estando a frente do clube quando o clube conseguiu o acesso à primeira divisão do Paulistão, em 1990.

## Carreira política
Em 1998 foi candidato pelo PFL a uma vaga na Câmara dos Deputados, recebeu aproximadamente 81 mil votos, ficando com a suplência. Ao decorrer do mandato assumiu o cargo em junho de 2000, e foi efetivado em janeiro de 2001. Em 2000, havia sido candidato derrotado a prefeito de Americana. Nas eleições de 2002, novamente se candidatou, porém ficou com a suplência, recebendo mais de 100 mil votos. E em 2004, foi novamente candidato a prefeitura de Americana, sem sucesso. Durante a legislatura assumiu o mandato por diversos períodos.
Nas eleições de 2006, foi candidato a uma vaga na Assembleia Legislativa de São Paulo sendo eleito. Em 2008, tentou pela terceira vez a eleição em Americana pelo Partido Verde, saindo derrotado no plano eleitoral. Depois disso, foi reeleito na Assembleia Legislativa em 2010. Em 2013, Sardelli foi eleito 1º Vice-presidente da Assembleia Legislativa e em 2015 esteve durante 45 dias no exercício da presidência em virtude da renúncia do titular. O então presidente Samuel Moreira renunciou para assumir uma vaga na Câmara dos Deputados. Em 2014, foi reeleito para o terceiro mandato na ALESP.
Nas eleições de 2018 se candidatou para a reeleição do quarto mandato como deputado estadual, obtendo 56.937 votos e ficando na suplência.

### Prefeito de Americana
Nas eleições de 2020 se candidatou para a prefeitura de Americana, a qual se saiu vitorioso, obtendo 40.014 votos. Atualmente exerce o mandato de Prefeito Municipal 2021-2024.

## Desempenho em eleições
| Ano  | Eleição                | Cargo    | Partido | Nº | Coligação                                                               | Vice/Suplentes       | Despesas (R$) | Votos  | %      | Resultado            | Ref                  |
| ---- | ---------------------- | -------- | ------- | -- | ----------------------------------------------------------------------- | -------------------- | ------------- | ------ | ------ | -------------------- | -------------------- |
| 2004 | Municipal de Americana | Prefeito | PFL     | 25 | União Por Americana (PP, PTN, PSC, PL, PPS, PFL, PSDC, PRTB, PRP, PSDB) | João Jorge (PSDB)    | 387.643,91    | 40.662 | 34,40% | 2º lugar Turno único | [ 9 ] [ 5 ]          |
| 2008 | Municipal de Americana | Prefeito | PV      | 43 | Americana Na Frente (PV, PDT, PPS, PR, PRP, PRTB, PSC, PTB, DEM)        | Gelson Ginetti (PDT) | 1.040.697,89  | 27.349 | 28,04% | 3º lugar Turno único | [ 10 ] [ 11 ] [ 12 ] |
| 2020 | Municipal de Americana | Prefeito | PV      | 43 | Experiência Para Americana Avançar (PL, PV, Cidadania, PSB)             | Odir Demarchi (PL)   | 568.764,66    | 40.014 | 36,19% | Eleito Turno único   | [ 13 ] [ 8 ]         |
| 2024 | Municipal de Americana | Prefeito | PL      | 22 | Experiência Que Deu Certo (PL, PSD, DC, PODE, AGIR, PRD)                | Odir Demarchi (PSD)  | 1.617.892,29  | 85.932 | 72,75% | Eleito Turno único   | [ 14 ] [ 15 ]        |